# Грушківці (Хмельницький район)
Гру́шківці — село в Україні, у Летичівській селищній громаді Хмельницького району Хмельницької області.
У селі є садиба графа Аркадія Моркова, яка знаходиться у занедбаному стані.

## Географія
Відстань до обласного центру міста Хмельницький — 62 км.

## Історія
Село Грушківці (раніше Війтівці) належало роду графів Моркових. У Війтівцях була садиба графа Аркадія Івановича Моркова, відомого дипломата тих часів. У дворі церкви св. Варвари в селі Грушківці (Війтівці) похований Михайло Аркадійович Морков (у 1901 році). Останнім власником був граф Микола Аркадійович Морков, який після встановлення радянської влади емігрував до Франції. На даний момент садиба Моркових знаходиться у занедбаному стані.
Стара церква в Грушківцях була побудована у 1820 році колишнім поміщиком Графом Аркадієм Морковим; вона була кам'яною, однокупольною з такою ж при ній дзвіницею. Огорожа навколо церкви була цегляною. Церква була названа  в честь святої великомучениці Варвари. Хоч граф не був одружений, у нього була єдина дочка Варвара від французької актриси, яка успадкувала його маєтки. За легендою церква села була розписана художником Василем Тропініним, який був кріпаком графа Іраклія Моркова з Могилів-Подільського повіту, брата Аркадія Моркова. У 1982 році її зруйнували за наказом тодішнього місцевого комуністичного лідера, виконавець робіт тракторист Гунявий Володимир (внаслідок чого помер важкою смертю), однак у 2003 — відбудували.
7 (20) листопада 1917 року, відповідно до Третього Універсалу Української Центральної Ради, увійшло до складу Української Народної Республіки.
12 червня 2020 року, відповідно до розпорядження Кабінету Міністрів України № 727-р «Про визначення адміністративних центрів та затвердження територій територіальних громад Хмельницької області», увійшло до складу Летичівської селищної територіальної громади.
19 липня 2020 року, в результаті адміністративно-територіальної реформи та ліквідації Летичівського району, село увійшло до складу новоутвореного Хмельницького району.

## Населення
Населення становить близько 480 осіб.

## Інфраструктура
У селі є православна церква (МП), пошта, медпункт, школа, чотири продуктових магазини. Біля школи — пам'ятник солдатам, полеглим у Другій світовій війні.

## Відомі люди
Каньоса Павліна Степанівна (1949 р.н.) - кандидат філологічних наук, професор, декан педагогічного факультету Кам'янець-Подільського державного університету ім.І.Огієнка.

## Галерея

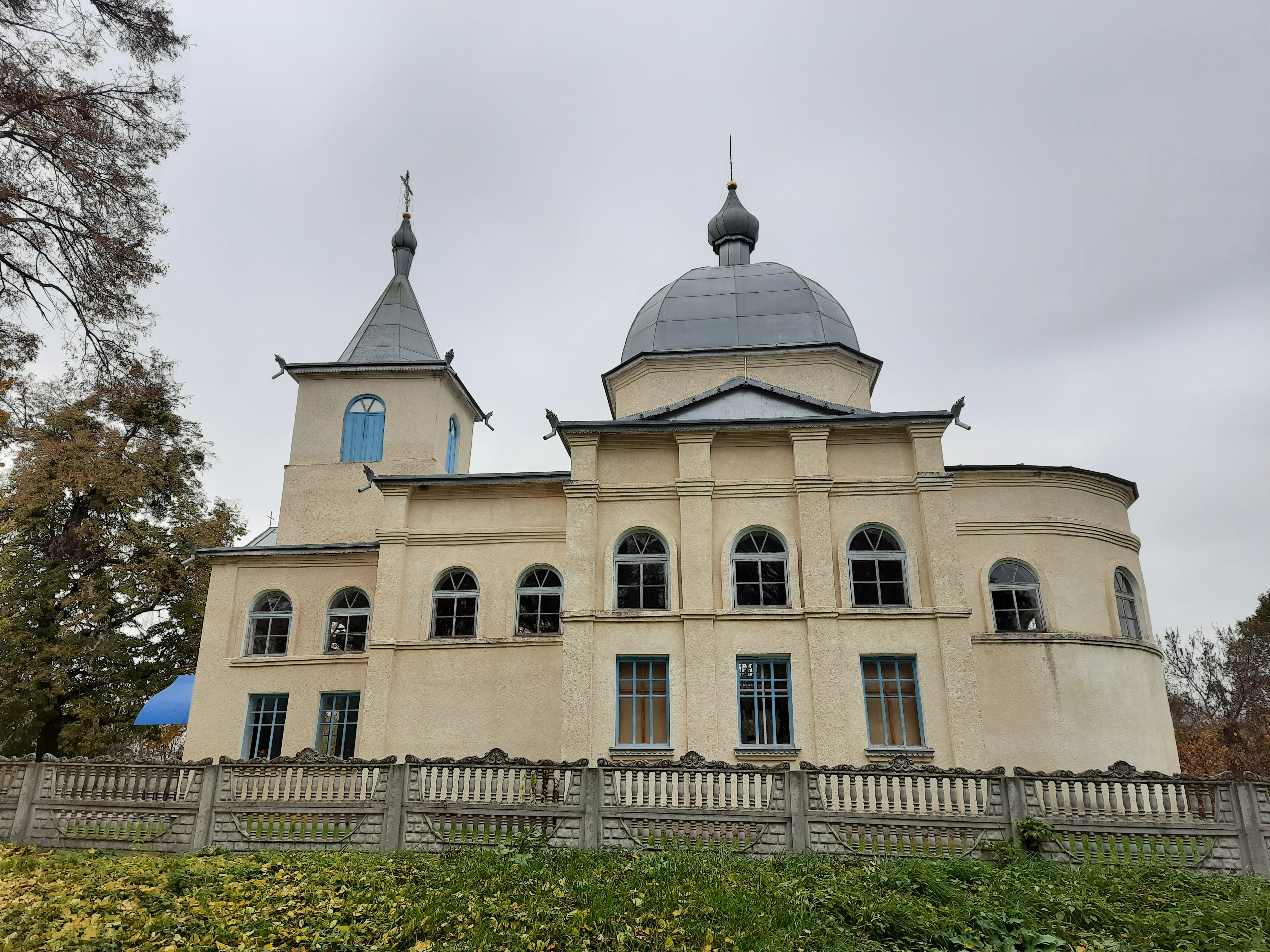
Церква Святої Варвари
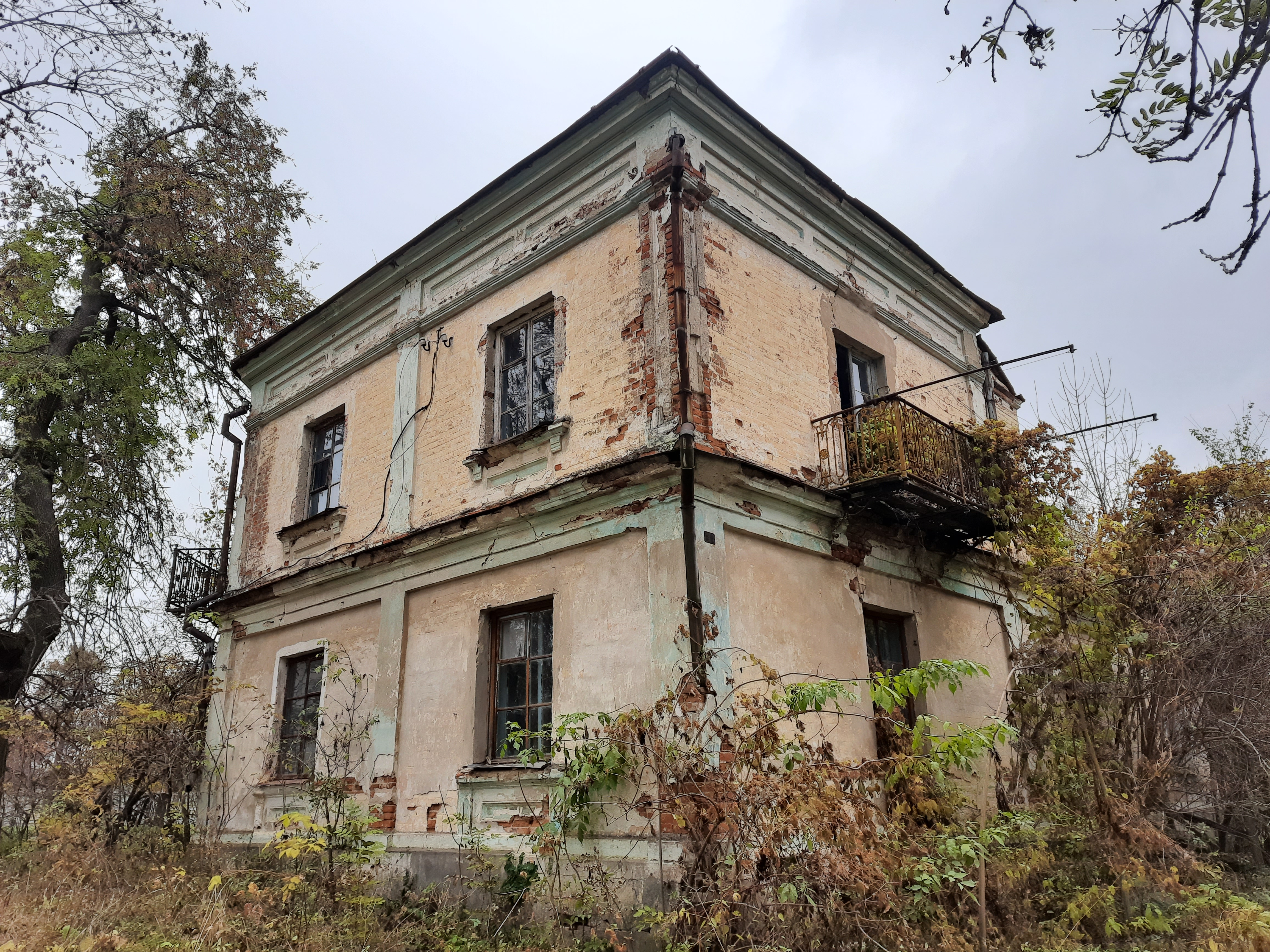
Садиба графів Маркових
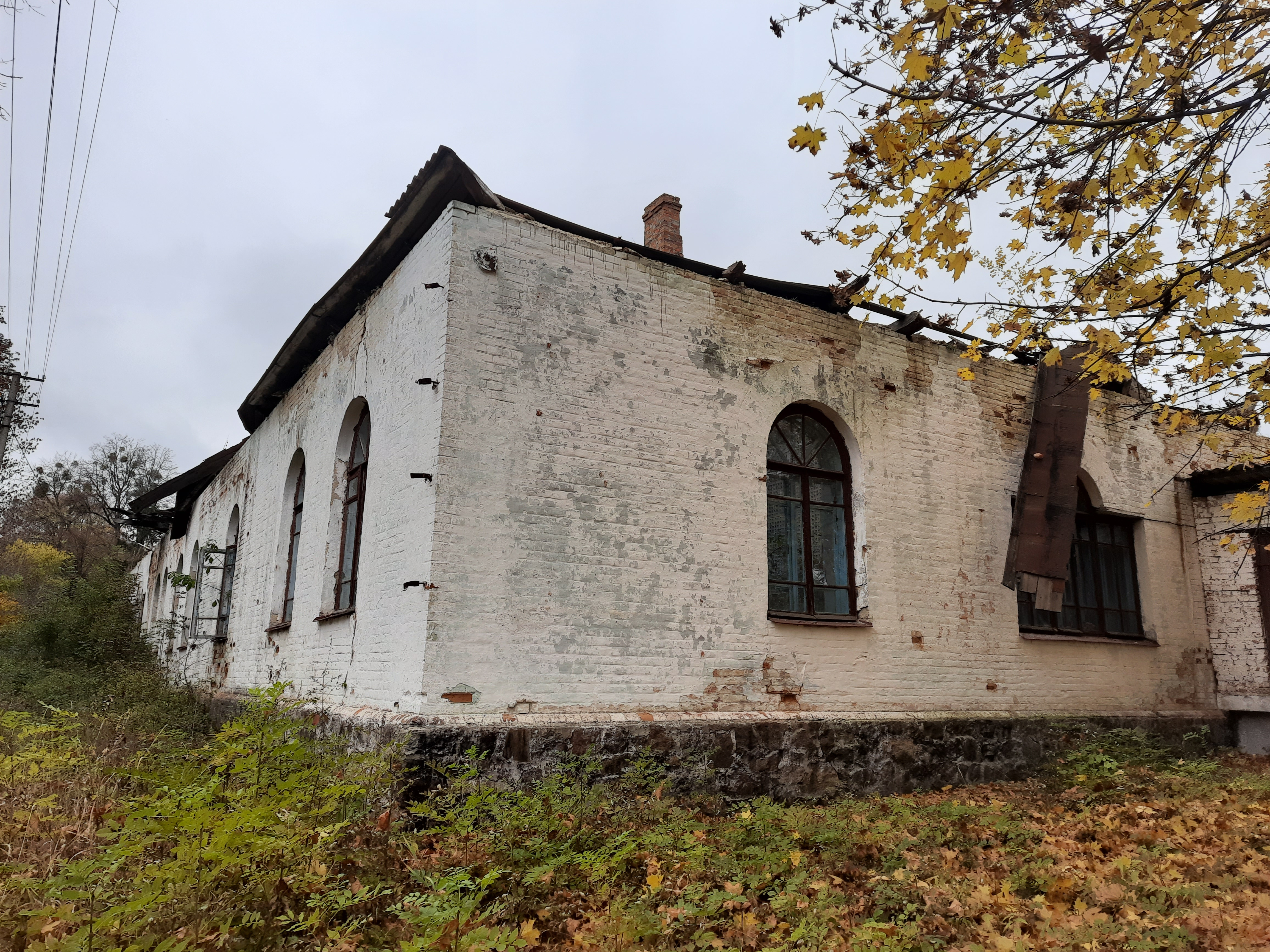
Садиба графів Маркових
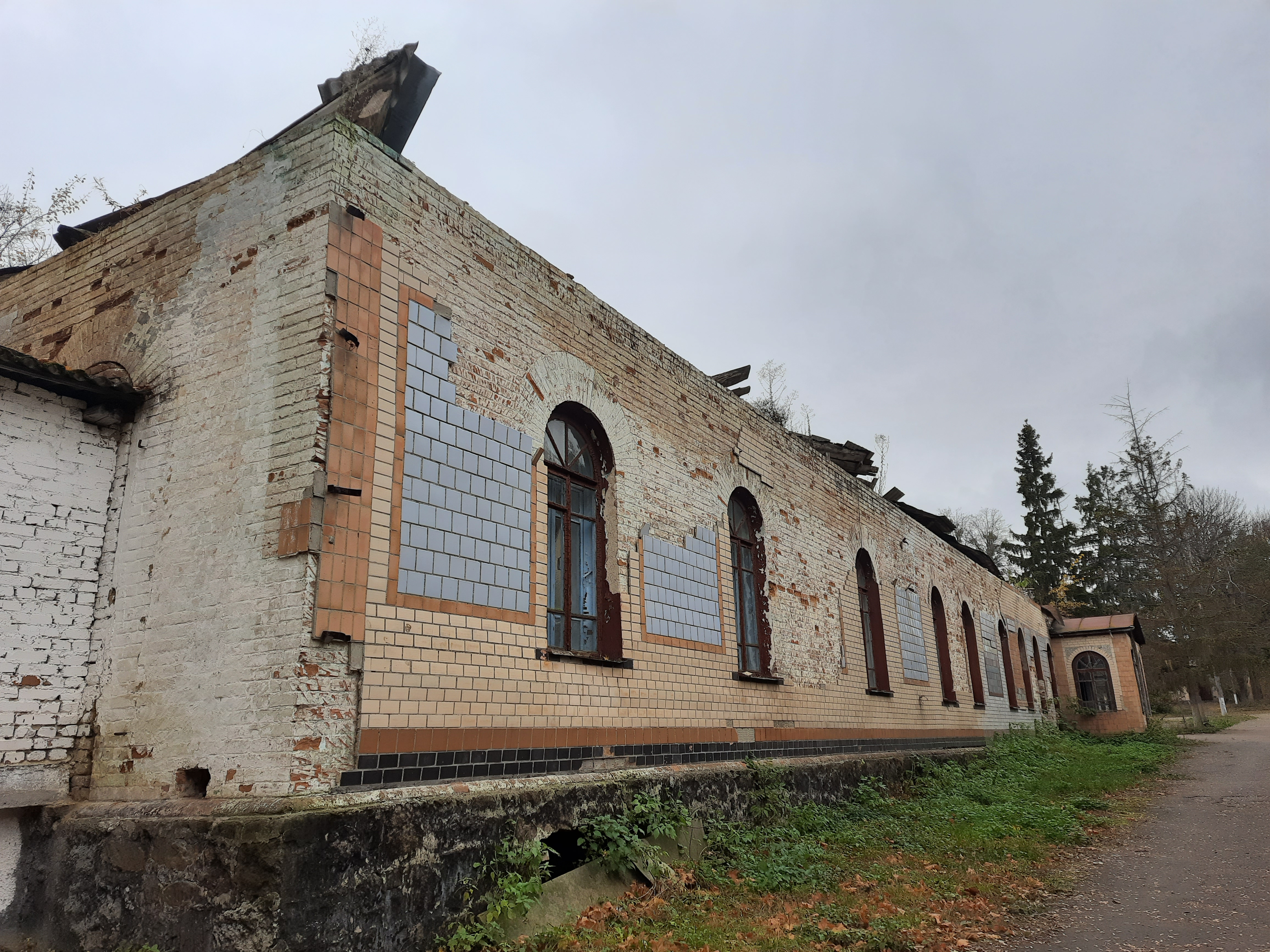
Садиба графів Маркових
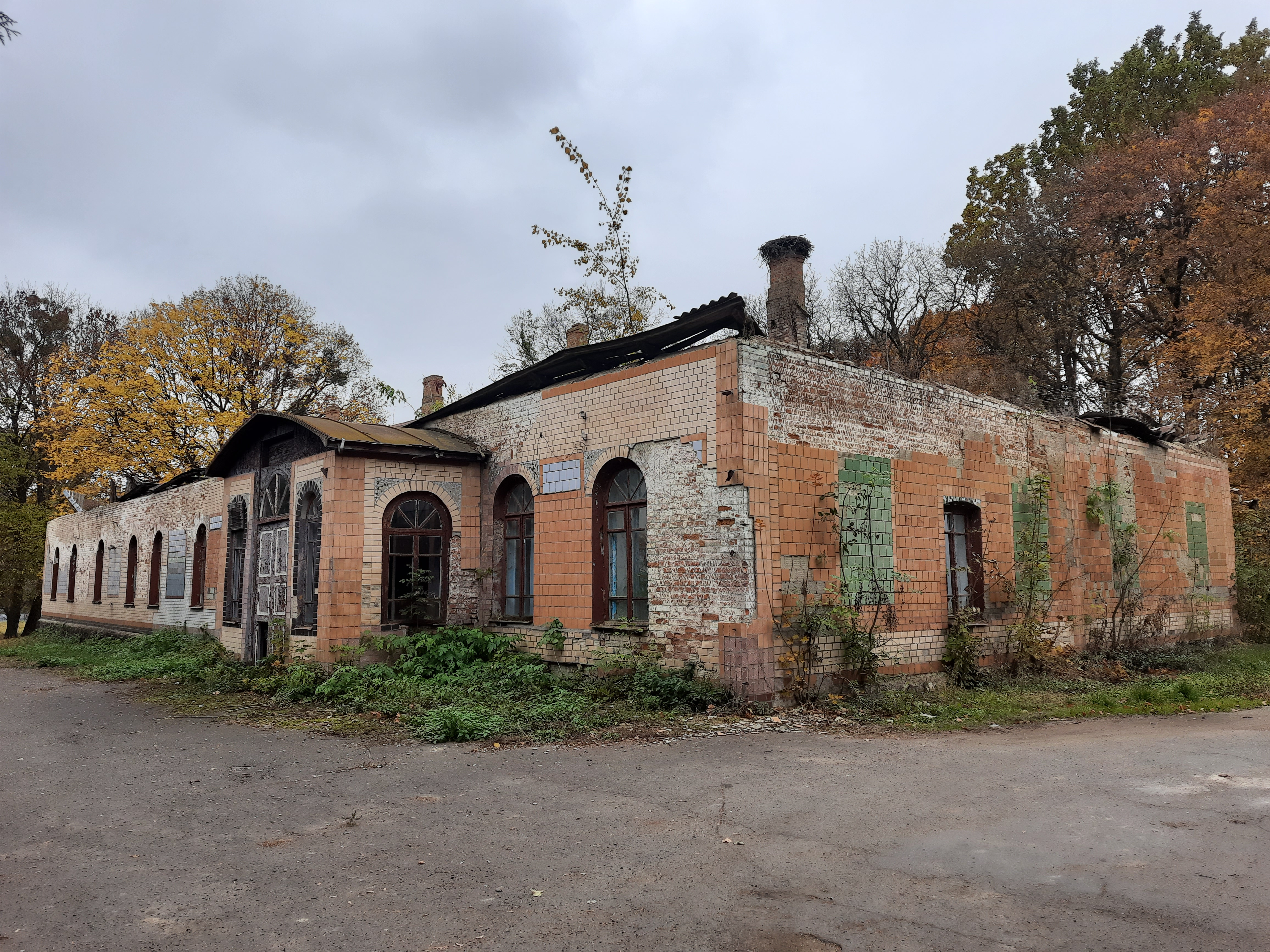
Садибний будинок